# Regència d'Indragiri
La Regència d'Indragiri fou una subdivisió de la residència de Riau i dependències a les Índies Orientals Holandeses, a l'illa de Sumatra. Limitava al nord amb el sultanat de Pelalawan, al sud amb el sultanat de Jambi, a l'est amb l'estret de Borneo i la regència de Pulau Tandjung, i a l'oest amb la residència de les Terres Baixes de Padang. Era un territori muntanyós però de poca altura, amb petites valls; els rius principals són el Batang Ombilin i el Batang Kuantan, que desaiguen en un estuari anomenat riu Indragiri.
La regència estava formada pel territori del sultanat d'Indragiri incloent la regió de Reteh (al sud-est), i el territori dels estats vassalls del sultanat, excepte el tres del nord-est, que foren inclosos a la regència de Tandjung Pinang.